# Handtuchspender

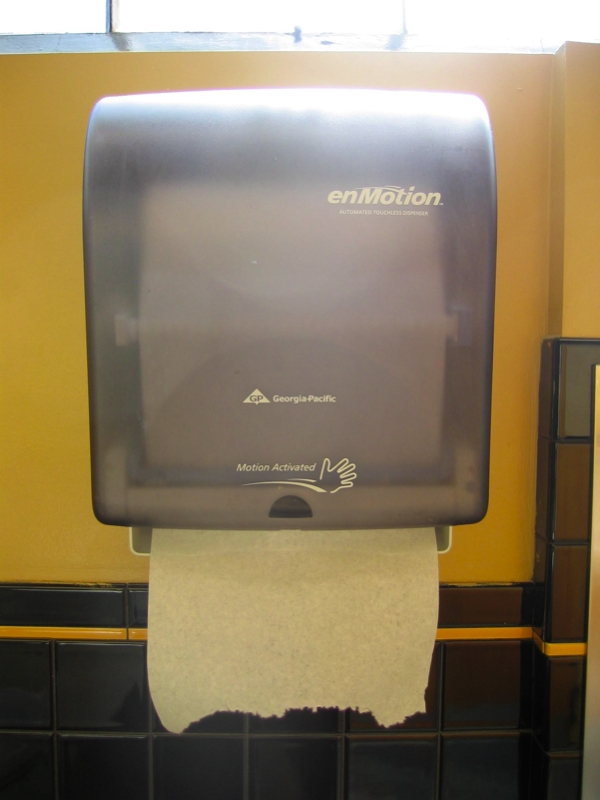
Rollenspender mit Handsensor

Handtuchspender dienen dazu, in von vielen Personen genutzten Waschgelegenheiten wie öffentlichen Toiletten und Waschräumen Handtücher zu portionieren, wobei es sich dabei um Papier- oder Stoffhandtücher handeln kann.

## Papierhandtuchspender
Bei den Papierhandtuchspendern unterscheidet man im Wesentlichen zwei Systeme:
- Falthandtuchspender, die in Zickzack- oder Lagenfalzung zusammengefaltete einzelne Papierhandtücher enthalten, wobei die Entnahme eines Tuches immer das nächste nachzieht.
- Rollenspender, bei denen die Handtücher als Endlosmaterial auf einer Rolle aufgewickelt sind und erst beim Entnehmen an einer Perforation oder mittels einer Abrissverzahnung separiert werden. Die Papierentnahme kann je nach Spendersystem außen oder, nach Entfernung der Hülse, innen geschehen.

Bei den Rollenspendern gibt es Varianten, die motorgetrieben jeweils ein Tuch ausgeben, wenn die Hand vor eine Sensorfläche am Spender gehalten wird.

## Stoffhandtuchspender
Stoffhandtuchspender gibt es ausschließlich als Rollensysteme, bei denen bei Betätigung jeweils ein ca. 30 cm langes Stück Stoffbahn von einer Rolle abgerollt wird und nach einer kurzen Wartezeit auf eine zweite Rolle wieder automatisch aufgewickelt wird. Dieser sogenannte Retraktivspender hält auf diese Weise für jeden Benutzer einen unbenutzten, sauberen Handtuchabschnitt aus Baumwolle bereit. Mit dem Zwei-Kammernsystem werden sauberes und gebrauchtes Tuch getrennt. Üblich sind hier ca. 40 m Trockentuch auf einer Rolle, meist wird zu den Spendern auch der Reinigungs- und Austauschservice der Handtuchrollen angeboten. Wie bei den Papierhandtuchspendern gibt es voll mechanisch sowie elektrisch arbeitende Spender, die jedoch störanfällig sind und häufig nicht einwandfrei funktionieren.

## Verwandte Themen
- Seifenspender
- Hygiene
- Händetrockner